# Evans Maripa
Evans Maripa (sinh ngày 29 tháng 7 năm 1990) là một vận động viên quần vợt xe lăn chuyên nghiệp đến từ Nam Phi. Anh có thứ hạng cao nhất ở nội đơn nam là vị trí số 11 vào ngày 4 tháng 5 năm 2015 và đôi nam có vị trí số 10 vào ngày 31 tháng 7 năm 2017. Tại Thế vận hội Mùa hè dành cho người khuyết tật, ở đơn nam anh vào tới vòng 2 vào năm 2012 và 2016, ở đôi nam anh cũng vào vòng 2 năm 2016.Hiện tại, anh đang xếp vị trí số 12 ở đơn và vị trí số 11 vào ngày 9 tháng 10 năm 2017.
Năm 2017, Maripa vô địch giải Israel Mở rộng ở cả nội dung đơn và đôi.